# تقنيات التلقيح بالمساعدة
تقنيات التلقيح بالمساعدة هو مصطلح عام يشير إلى الأساليب المستخدمة لتحقيق الحمل بوسائط اصطناعية أو اصطناعية بشكل جزئي، وهي تستخدم بشكل رئيسي في علاج العقم، كما تستخدم هذه التقنية للأزواج المصابين ببعض الأمراض المعدية، مثل الإيدز، للحد من خطر انتقال العدوى إلى المولود. الأمثلة لتقنيات التلقيح بالمساعدة تشمل الإخصاب في المختبر(التخصيب في الأنبوب)، حقن الحيوانات المنوية بالبويضة (الحقن المجهري)، حفظ بالبرودة، والتلقيح داخل الرحم. لا يوجد أي تعريف دقيق للكلمة لهذا المجال. استعمال تقنيات التلقيح بالمساعدة ينتمي إلى مجال الغدد الصماء والإنجاب والعقم.

## العمليات

### الوصف العام
باستخدام تقنيات التلقيح المساعدة، تُتجاوز العملية الجنسية ويحدث تلقيح البويضات في بيئة مخبرية (أي إخصاب في المختبر).
في الولايات المتحدة، تعرف مراكز السيطرة على الأمراض والوقاية منها (سي دي سي) تقنيات التلقيح بالمساعدة بحيث تشمل «كل علاجات الخصوبة التي تتناول كلًّا من البويضات والنطاف. بشكل عام، تتضمن عمليات التلقيح بالمساعدة إزالة البويضات جراحيًّا من مبيضي امرأة، وجمعها مع النطاف في المختبر، وإعادتهم إلى جسم المرأة أو زرعهم في رحم امرأة أخرى». وفقًا لمراكز السيطرة على الأمراض والوقاية منها، فإنها: «لا تشمل العلاجات التي تتناول النطاف وحدها (التلقيح داخل الرحم -أو الاصطناعي)، أو العمليات التي تتناول فيها النساء العلاج فقط لتحفيز إنتاج البويضات دون نية أخذ البويضات.
في أوروبا، لا تشمل تقنيات التلقيح بالمساعدة كذلك التلقيح الاصطناعي وتشمل فقط العمليات التي تتعامل مع البويضات.
كذلك فإن منظمة الصحة العالمية تعرف تقنيات التلقيح بالمساعدة بالطريقة نفسها.

### تحريض الإباضة
يستخدم تحريض الإباضة عادةً بمعنى تحريض نمو جريبات المبيض بواسطة أدوية الخصوبة لعكس تأثير انقطاع الإباضة أو اضطراب الدورة الشهرية. تعطى هذه الأدوية عن طريق الحقن لثمانية أيام إلى أربعة عشر يومًا. يراقب موفر الرعاية الصحية عن كثب نمو البويضات عن طريق فحوص الأمواج فوق الصوتية العابرة للمهبل وفحوص الدم لتقييم نمو الجريبات وإنتاج الإستروجين من المبايض. عند وصول الجريبات إلى حجم مناسب ونمو البويضات بما يكفي، تطلق حقنة من هورمون موجهة الغدد التناسلية المشيمائية عملية الإباضة. يجب أن تؤخذ البويضات بعد حقن هورمون موجهة الغدد التناسلية المشيمائية بأربع وثلاثين إلى ست وثلاثين ساعة.

### الإخصاب في المختبر
الإخصاب في المختبر هو تقنية ترك تخصيب المشيج الذكري والأنثوي (النطاف والبويضات) يحدث خارج جسم الأنثى.
من بين التقنيات المستخدمة عادةً في الإخصاب في المختبر:
- استرجاع البويضات عبر المهبل (أو فّي آر) عملية تدخل فيها إبرة صغيرة عبر ظهر المهبل وتوجه بواسطة الأمواج فوق الصوتية إلى الجريبات المبيضية لجمع المائع الذي يحتوي البويضات.
- نقل الجنين هو الخطوة التي يوضع فيها جنين أو أكثر في رحم الأنثى بهدف بدء الحمل.

من التقنيات الأقل استخدامًا للإخصاب في المختبر:
- التفقيس بمساعدة الليزر يؤدى قبل نقل الجنين إلى الرحم بفترة قصيرة. يصنع شق صغير في الطبقة الخارجية المحيطة بالبويضة لمساعدة الجنين على التفقيس والمساعدة في عملية انغراس الجنين النامي.
- حقن الحيوانات المنوية بالبويضة نافع في حالة عقم الذكر بسبب انخفاض عدد الحيوانات المنوية أو الفشل في التخصيب في محاولة أو محاولات سابقة للإخصاب في المختبر. تتضمن عملية حقن الحيوانات المنوية بالبويضة حقن نطفة وحيدة بعناية في مركز البويضة باستخدام إبرة ميكروية (صغرية). لا تحتاج هذه العملية سوى لنطفة واحدة لكل بويضة. دون حقن الحيوانات المنوية بالبويضة فإن عملية الإخصاب تحتاج ما بين 50,000 و100,000 نطفة. تطبق هذه العملية أحيانًا كذلك عند استخدام نطاف من متبرعين.
- الزراعة المساعدة ذاتية المنشأ في بطانة الرحم علاج محتمل للمرضى الذين عانوا من فشل محاولات سابقة للإخصاب في المختبر أو ذوي الأجنة المعيبة. توضع البويضات الملقحة للمريضة على طبقة من خلايا بطانة الرحم للمريضة نفسها، لخلق بيئة أقرب للطبيعية كي ينمو عليها الجنين.
- في عملية نقل البويضة الملقحة إلى قناة فالوب، تزال البويضات من مبايض النساء وتلقح في المختبر؛ فتوضع اللاقحة (البويضة الملقحة) بعدها في قناة فالوب.
- النقل السيتوبلازمي تقنية تحقن فيها محتويات البويضة الملقحة من المتبرعين في البويضة غير الملقحة للمريضة مع الحيوان المنوي فيها.
- المتبرعات بالبويضات مصادر للنساء اللواتي لا يمتلكن بويضات بسبب عملية جراحية أو العلاج الكيميائي أو لأسباب جينية؛ أو اللواتي يمتلكن بويضات معيبة، أو ذوات المحاولات السابقة غير الناجحة للإخصاب في المختبر، أو المتقدمات في السن. في عملية التبرع بالبويضات، تسترجع البويضات من مبايض المتبرعة، وتلقح في المختبر بواسطة حيوان منوي من شريك المتلقية، وتعاد الأجنة السليمة الناتجة إلى رحم المتلقية.
- يمكن للتبرع بالنطاف أن يشكل مصدرًا للنطاف المستخدمة في عمليات الإخصاب في المختبر عندما يكون الشريك الذكر غير قادر على إنتاج النطاف أو يكون مصابًا بمرض وراثي، أو عندما لا يكون للمرأة المتلقية للعلاج شريك ذكر.
- يتضمن التشخيص الوراثي السابق للانغراس استخدام آلية فحص وراثي كتهجين الفلوريسنت الموضعي أو التهجين الجينومي المقارن للمساعدة في التعرف على الأجنة غير السليمة وتحسين النتائج الصحية.
- يمكن استخدام انقسام الأجنة للتوأمة لزيادة عدد الأجنة المتوفرة.[8]

### التشخيص الوراثي السابق للانغراس
يمكن إجراء عملية التشخيص الوراثي السابق للانغراس على الأجنة قبل الانغراس (كشكل من أشكال تشخيص جودة الأجنة)، وقد يجري أحيانًا حتى على الخلايا البيضية قبل الإخصاب. يعد التشخيص الوراثي السابق للانغراس مشابهًا للتشخيص ما قبل الولادة. التشخيص الوراثي السابق للانغراس مرافق لعمليات التلقيح بالمساعدة، ويتطلب إخصابًا في المختبر للحصول على الخلايا البيضية أو الأجنة للمعاينة. يحصل على الأجنة بشكل عام عن طريق استئصال القسيم الأزيمي أو الكيسة الأزيمية. وقد أثبتت التقنية الأخيرة أنها أقل إيذاءً للجنين، وبالتالي ينصح بإجراء الاستئصال نحو اليوم الخامس أو السادس من النمو. انتقاء الجنس هو محاولة التحكم بجنس المولود للحصول على الجنس المطلوب في حال وجود أمراض مرتبطة بالصبغي إكس. يمكن تحقيقه بعدة طرق، سواءً قبل زرع الجنين أو بعده، بالإضافة إلى إمكانية إجرائه عند الولادة. تشمل التقنيات السابقة للانغراس التشخيص الوراثي السابق للانغراس، بالإضافة إلى فرز الحيوانات المنوية.

### تقنيات أخرى
من التقنيات الأخرى المساعدة على التلقيح:
- علاج استبدال الميتوكندريا (ويسمى أحيانًا التبرع بالميتوكندريا) هو استبدال الميتوكندريا في خلية أو أكثر لمنع الأمراض أو التخفيف من أثرها. بدأت هذه التقنية كشكل من أشكال الإخصاب في المختبر يكون فيها بعض الحمض النووي الخاص بالميتوكندريا أو كله قادمًا من طرف ثالث. تستخدم هذه التقنية في الحالات التي تحمل فيها الأمهات مورثات لأمراض ميتوكندرية. هذا العلاج مرخص للاستخدام في المملكة المتحدة.
- في تقنية نقل الأعراس إلى داخل قناة فالوب، يوضع مزيج من الحيوانات المنوية والبويضات مباشرةً في قناة فالوب للمرأة باستخدام عملية تنظيرية بعد استرجاع البويضة عبر المهبل.
- الجراحة الإنجابية، لعلاج انسداد قناة فالوب أو انسداد الأسهر على سبيل المثال، أو إعادة وصل القناة المنوية عن طريق عكس عملية قطع القناة المنوية. في الاسترجاع الجراحي للحيوانات المنوية يحصل طبيب الصحة الإنجابية على الحيوانات المنوية من الأسهر، أو البربخ أو مباشرةً من الخصية في عملية قصيرة دون الحاجة إلى مشفى.
- عن طريق الحفظ بالبرودة، يمكن حفظ البويضات والحيوانات المنوية والأنسجة الإنجابية لإجراء عملية إخصاب في المختبر في وقت لاحق.

## المخاطر
في دراسة نُشرت عام 2022 في مجلة Human Reproduction، فحص ر. م. سميتس وآخرون آثار الإنجاب بمساعدة طبية (MAP) على الطفرات الوراثية لدى الأطفال. شمل هذا البحث 53 طفلاً، وحللوا الفروق بين أولئك الذين تم الحمل بهم بشكل طبيعي، وعن طريق الإخصاب في المختبر (IVF)، وعن طريق حقن الحيوانات المنوية داخل الهيولى المنوية مع استخراج الحيوانات المنوية من الخصية (ICSI-TESE). أظهرت النتائج أنه لم يكن هناك فرق كبير في عدد الطفرات الجديدة بين الأطفال الذين تم الحمل بهم عن طريق الحقن المجهري للحيوانات المنوية مع استخراج الحيوانات المنوية من الخصية (ICSI-TESE) وأولئك الذين تم الحمل بهم بشكل طبيعي. كما سلطت الدراسة الضوء على تأثير عمر الأب على عدد الطفرات، مما يشير إلى زيادة الطفرات لدى أطفال الآباء الذين تزيد أعمارهم عن 45 عامًا. تُعد هذه النتيجة مطمئنة للأزواج الذين يفكرون في إجراء عملية الختان الجيني الطبيعي، مما يشير إلى أن هذه التقنيات لا تزيد من خطر حدوث طفرات جينية في النسل.

## التحديات الأخلاقية
التلقيح الاصطناعي يطرح مجموعة من التحديات الأخلاقية المتعلفة باحترام الكرامة الإنسانية  والموافقة الحرة المستنيرة والعدالة في الولوج للعلاجات الجديدة المكلفة واحترام الخصوصيات الثقافية